# Poupartia chapelieri
Poupartia chapelieri är en sumakväxtart som först beskrevs av André Guillaumin, och fick sitt nu gällande namn av Joseph Marie Henry Alfred Perrier de la Bâthie. Poupartia chapelieri ingår i släktet Poupartia och familjen sumakväxter. Inga underarter finns listade i Catalogue of Life.